# Узкій Луг (Бурятія)
Узкій Луг (рос. Узкий Луг) — село Бичурського району, Бурятії Росії. Входить до складу Сільського поселення Буйське.
Населення — 482 особи (2015 рік).